# WWE世界雙打冠軍
世界雙打冠軍（英語：World Tag Team Championship），是隸屬於世界摔角娛樂旗下節目WWE Raw的一冠軍項目，為於1971年成立於世界摔角娛樂最早的前身，也就是當時的世界廣泛摔角聯盟。